# 玻璃螺科
玻璃螺科（學名：Vitrinellidae）:61是過往中腹足目或新紐舌目之下的一個科，其物種皆為海洋腹足綱軟體動物。
根據ITIS，現時屬於齒輪螺科的屬，除了齒輪螺屬以外，其他的全屬玻璃螺科。玻璃螺科過往在2005年《布歇特和洛克羅伊的腹足類分類》曾被認為是玉黍螺類支序之下齒輪螺科的異名，但在2017年《布歇特等人的腹足類分類》又再分別出來，包括有三個屬。

## 分類
截至2020年2月13日，WoRMS紀錄本科包括下列五個屬：
- Genus Circulus Jeffreys, 1865
  - == Soyorota Habe, 1961
- Genus Collatus Rubio & Rolán, 2019
- Genus Monodosus Rubio & Rolán, 2016
- Genus Pseudoliotia Tate, 1898
- 玻璃螺屬 Vitrinella C. B. Adams, 1850

異名
- Morchinella（拼寫錯誤）：應作Moerchinella Thiele, 1931，現被視為Moerchia A. Adams, 1860，但已改屬小塔螺科